# Gare de Vagnhärad
La  Gare de Vagnhärad  (suédois:  Vagnhärads järnvägstation) est une gare ferroviaire suédoise à Vagnhärad. La gare servait la famille royale suédoise avec une salle d'attente spéciale à la gare (avant de poursuivre leur voyage vers le château de Tullgarn) .

## Histoire
La gare est construite par Folke Zettervall entre 1909 et 1913 . La gare "a eu son heure de gloire pendant l’époque de Gustave V." Elle servait de point d'accueil à de nombreux invités royaux au château de Tullgarn, où la famille royale séjournait en été . 

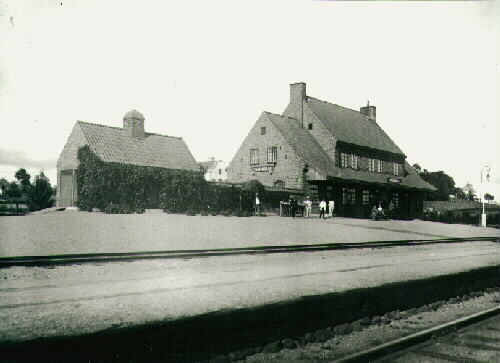
La gare vers 1920.

En 2018, la salle d'attente royale est restaurée dans son état d'origine et peut être utilisée pour des réunions pour des groupes pré-réservés d’au moins 10 personnes .